# Ryoo Choon-za
Ryoo Choon-za (koreanisch 료천차; * 11. Dezember 1943 in Hamhŭng) ist eine ehemalige nordkoreanische Eisschnellläuferin.

## Leben
Ryoo trat international erstmals bei den Olympischen Winterspielen 1964 in Innsbruck in Erscheinung, wobei sie den 16. Platz über 1000 m und den 15. Platz über 500 m errang. Bei der folgenden Mehrkampfweltmeisterschaft 1964 in Kristinehamn kam sie auf den 23. Platz im Mini-Mehrkampf. Letztmals international startete sie im folgenden Jahr bei der Mehrkampfweltmeisterschaft in Oulu. Dort belegte sie den 13. Platz im Mini-Mehrkampf.

## Persönliche Bestzeiten
| Disziplin | Zeit       | Datum           | Ort       |
| --------- | ---------- | --------------- | --------- |
| 500 m     | 48,4 s     | 30. Januar 1964 | Innsbruck |
| 1000 m    | 1:40,0 min | 1. Februar 1964 | Innsbruck |
| 1500 m    | 2:33,5 min | 7. Februar 1965 | Oulu      |
| 3000 m    | 5:31,4 min | 7. Februar 1965 | Oulu      |